# 401

401(사백일)은 400보다 크고 402보다 작은 자연수다.

## 수학
- 79번째 소수(素數)다. 앞의 소수는 397, 다음 소수는 409다.
  - 22번째 슈퍼 소수로, 401의 소수 순번인 79도 소수다. 앞의 슈퍼 소수는 367, 다음은 431이다.
- 13번째 테트라나치 수다. 앞의 테트라나치 수는 208, 다음은 773이다.
- 피타고라스 삼조의 빗변의 길이이다. ({\displaystyle 40^{2}+399^{2}=401^{2}})[a]
- {\displaystyle 401=43+47+53+59+61+67+71}
  - 연속하는 소수(素數) 7개의 합으로 나타낼 수 있으며, 이 성질을 지닌 앞의 수는 371, 다음 수는 431이다.
- {\displaystyle 401=29+31+37+41+43+47+53+59+61}
  - 연속하는 소수(素數) 9개의 합으로 나타낼 수 있으며, 이 성질을 지닌 앞의 수는 363, 다음 수는 439다.

## 과학·기술
- NGC 401(영어판): 물고기자리 방향에 있는 항성.
- HTTP 401 (Unauthorized→권한 없음): 인증이 필요한 리소스에 인증 없이 접근할 때 웹 서버가 보내는 HTTP 상태 코드.

## 교통

### 항공
- 이스턴 항공 401편 추락 사고

### 철도
- 부산 도시철도 4호선 미남역의 역번호.

### 도로
- 고속도로 및 국도
  - 유럽 고속도로 401호선(영어판): 프랑스 생브리외에서 캉까지 이어지는 유럽 고속도로.
  - 일본 401번 국도(일본어판): 후쿠시마현 아이즈와카마쓰시에서 군마현 누마타시까지 이어지는 일본의 국도.
- 기타 도로
  - 현도 제401호선

## 군사
- U-401(영어판, 독일어판): 제2차 세계 대전에 사용된 나치 독일의 군용 잠수함.

## 문화유산
- 대한민국의 보물 제401호: 금동여래입상
- 대한민국의 사적 제401호: 괴산 미륵산성

## 기타
- 날짜: 4월 1일
- 연도: 401년, 기원전 401년
- 401 (k): 미국의 퇴직연금을 뜻하는 용어.